# Mörbylånga
För andra betydelser, se Mörbylånga (olika betydelser).
Mörbylånga är en tätort som är centralort i Mörbylånga kommun i Kalmar län, belägen på sydvästra Öland cirka 15 km söder om Färjestaden.

## Historik

### Administrativa tillhörigheter
Mörbylånga var ett samhälle vid hamnen väster om kyrkbyn Mörbylånga by, båda belägna i Mörbylånga socken. Hamnsamhället fick 1820 rättigheter som friköping men blev inte vid kommunreformen 1862 en köpingskommun, vilket dock skedde 1881 genom en utbrytning av Mörbylånga köping ur Mörbylånga landskommun. 1952 upplöstes köpingskommunen och hamnsamhället uppgick i en utökad Mörbylånga landskommun där både hamnsamhället och kyrkbyn, åtminstone 1960, utgjorde separata tätorter. 1970 hade bebyggelsen i kyrkbyn och hamnsamhället växt samman och utgjorde en tätort, som från 1971 ingick i den då bildade Mörbylånga kommun med Mörbylånga som centralort.
I kyrkligt hänseende har orten till 2002 hört till Mörbylånga församling som då uppgick i Mörbylånga-Kastlösa församling. 
Orten ingick i till 1943 i Ölands södra mots tingslag därefter till 1969 i Ölands domsagas tingslag och sedan till 1971 i Möre och Ölands domsagas tingslag. Från 1971 till 1983 ingick orten i Möre och Ölands domsaga och ingår sedan 1983 i Kalmar domsaga.

### Befolkningsutveckling
| Befolkningsutvecklingen i Mörbylånga 1960–2020 | Befolkningsutvecklingen i Mörbylånga 1960–2020 | Befolkningsutvecklingen i Mörbylånga 1960–2020 | Befolkningsutvecklingen i Mörbylånga 1960–2020 | Befolkningsutvecklingen i Mörbylånga 1960–2020 |
| ---------------------------------------------- | ---------------------------------------------- | ---------------------------------------------- | ---------------------------------------------- | ---------------------------------------------- |
|                                                |                                                |                                                |                                                |                                                |
| År                                             |                                                |                                                | Folkmängd                                      | Areal (ha)                                     |
| 1960                                           | 1960                                           |                                                | 952                                            |                                                |
| 1965                                           | 1965                                           |                                                | 967                                            |                                                |
| 1970                                           | 1970                                           |                                                | 1 352                                          |                                                |
| 1975                                           | 1975                                           |                                                | 1 592                                          |                                                |
| 1980                                           | 1980                                           |                                                | 1 874                                          |                                                |
| 1990                                           | 1990                                           |                                                | 1 952                                          | 309                                            |
| 1995                                           | 1995                                           |                                                | 1 954                                          | 313                                            |
| 2000                                           | 2000                                           |                                                | 1 788                                          | 245                                            |
| 2005                                           | 2005                                           |                                                | 1 784                                          | 244                                            |
| 2010                                           | 2010                                           |                                                | 1 780                                          | 244                                            |
| 2015                                           | 2015                                           |                                                | 1 824                                          | 228                                            |
| 2020                                           | 2020                                           |                                                | 1 802                                          | 233                                            |
| Anm.: Sammanvuxen med Mörbylånga by 1970.      |                                                |                                                |                                                |                                                |

## Stadsbild
Hela tiden fram till kommunbildningen 1971 aspirerade  Mörbylånga köping på att få stadsrättigheter, vilket märks inte minst i stadsplaneläggningen där en esplanad lades ut under 1900-talets början och som sträcker sig från hamnen in mot land.
Mörbylånga har flera vackra gator med karaktär av sent 1800-tal och tidigt 1900-tal. Bebyggelsen mellan havet och torget består av tidstypiska trähus med idylliska trädgårdar. På torget och vid korsningen Esplanaden/Västerlånggatan, finns tidstypska torgbrunnar.

## Kommunikationer
Länge hade orten direktförbindelser till Kalmar med ångbåt, något som bidrog till ortens utveckling.
Fram tills 1961 gick persontåg på Ölands Järnvägar till Mörbylånga, varav bygden då hade tre hållplatser på järnvägen. Stationshuset från järnvägsepoken är bevarat.

## Näringsliv
Mörbylångas viktigaste näringar är turism, livsmedelsindustri och jordbruk.
I början av 1990-talet lades ortens största arbetsgivare, Svenska Sockerfabriks ABs sockerbruk, ned sin verksamhet. Orten har trots detta bakslag fortsatt att utvecklas. Utpendling till Kalmar är omfattande. Numera är största arbetsgivaren i området Guldfågeln med 250 anställda.

### Bankväsende
Mörbylånga sparbank grundades 1914 och uppgick år 1977 i Ölands sparbank, som senare blev Ölands bank.
Kalmar enskilda bank etablerade ett kontor i Mörbylånga år 1877, men det drogs in den 1 januari 1886. Samma bank återkom med ett kontor i Mörbylånga under 1900-talets första decennium. År 1917 öppnade Skånska handelsbanken ett kontor i Mörbylånga. Vid 1910-talets slut hade de båda bankerna uppgått i Svenska Handelsbanken respektive Skandinaviska kreditaktiebolaget. Skandinaviska Enskilda Banken sålde kontoret i Mörbylånga till Ölands sparbank år 1978.
Handelsbankens kontor i Mörbylånga stängde år 2017. Den 27 mars 2018 stängde även Ölands bank och Mörbylånga lämnades utan bankkontor.

## Sport
Mörbylånga GoIF är en idrottsklubb som främst är inriktad på fotboll och innebandy. Skansens IP är hemmaplan.